# 阿爾西地區
阿爾西地區（Arsi Zone）是埃塞俄比亞奧羅米亞州的20個地區之一，面積23,724.44平方公里，西南方與南方各族州接壤，北臨阿法爾州，東面是索馬里州。根據埃塞俄比亞中央統計局2005年的資料，阿爾西人口約3,135,686，其中男性1,557,984人，女性1,577,702人，12.3%居民住在市區，人口密度為每平方公里132.17人。